# Schraubensabelle
Die Schraubensabelle, wissenschaftlicher Name Sabella spallanzanii, gehört zur Gattung Sabella in der Klasse der Vielborster (Polychaeta) und ist im Mittelmeer einheimisch. Sie ist einer der größten Vertreter der Familie der Sabellidae. Die Schraubensabelle ist ein Filtrierer und ernährt sich vor allem von Plankton. Sie bildet eine pergamentartige Röhre, welche sie dauerhaft bewohnt, meist auf hartem Substrat.

## Vorkommen
Sabella spallanzanii ist ursprünglich im Mittelmeer sowie an der atlantischen Küste Europas verbreitet. In anderen Teilen der Welt wurde sie vom Menschen, vermutlich als Larven im Ballastwasser der Schiffe oder als adulte Tiere am Schiffsrumpf, aus dem Mittelmeer eingeschleppt und gilt teilweise als invasives Neozoon. Neben frühen Angaben bereits aus dem 19. Jahrhundert an der brasilianischen Küste tritt die Art verbreitet in Australien auf, später wurde sie auch von Neuseeland registriert.
In Australien wird S. spallanzanii als invasive Art betrachtet. Sie wurde erstmals in Port Phillip Bay in mehreren Kolonien mit 1 bis 30 Individuen gesichtet und wurde später vermehrt in anderen Bereichen Australiens wie Cockburn Sound und Spencer Gulf vorgefunden. Die Verbreitung der Art hat auch ökonomische Konsequenzen, da die Schraubensabelle vermehrt als Beifang bei Jakobsmuschelfängen vorkommt und aus diesem aussortiert werden muss. Neben diesen ökonomischen Konsequenzen bestehen in Australien ebenfalls ökologische Probleme, da S. spallanzanii mit anderen einheimischen, benthischen Organismen um Raum konkurriert.
Die Schraubensabelle kommt in einer Tiefe von 1 m bis 30 m vor und bevorzugt nährstoffreiche Gewässer mit wenig Strömung und Wellengang. Sie werden meistens in Kolonien mit hoher Individuenzahl (150–300 Individuen pro Quadratmeter) aber auch vereinzelt, vor allem in flacheren Bereichen, vorgefunden.

## Morphologie

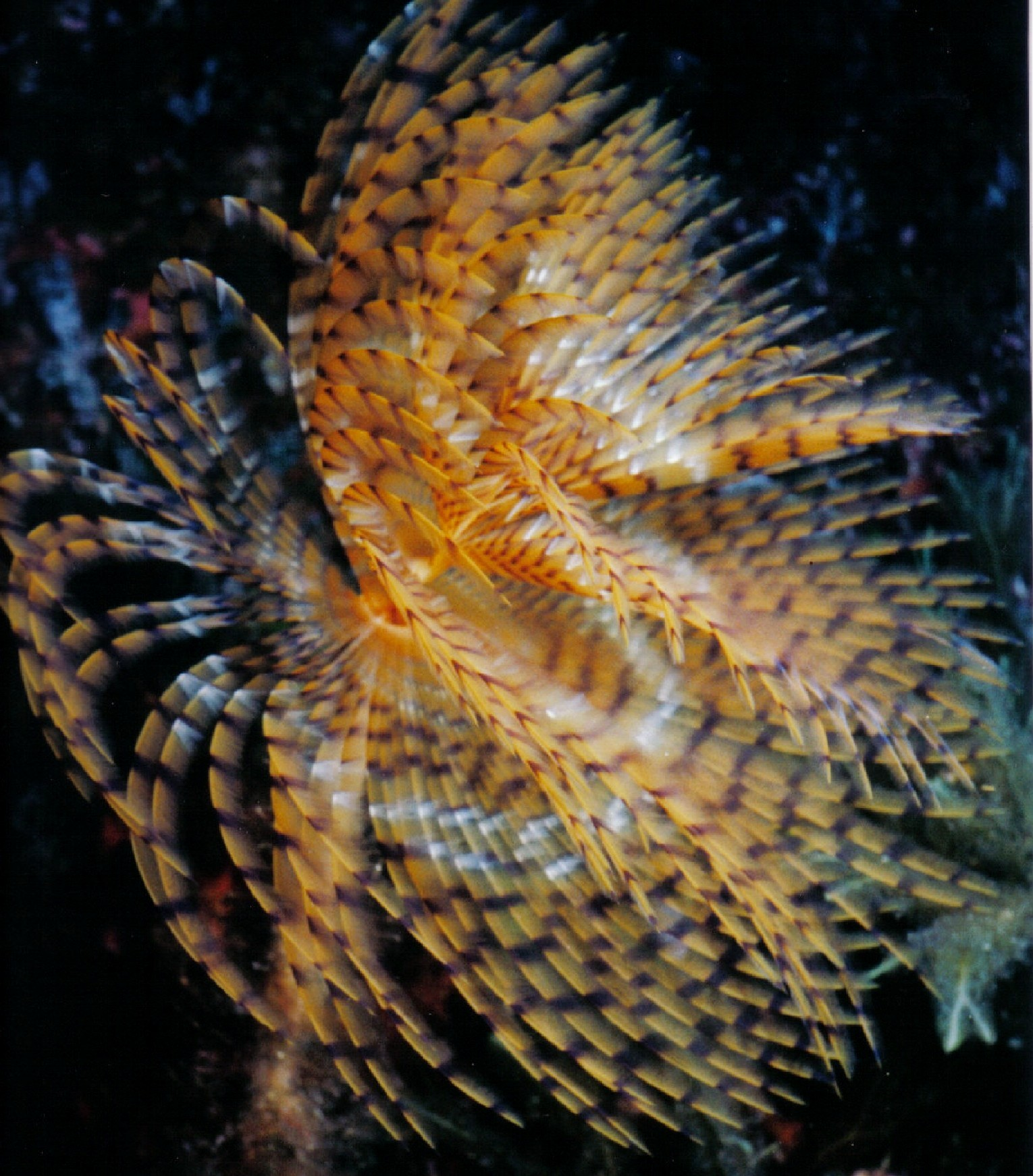
Sabella spallanzanii mit schraubiger Tentakelkrone

Die Schraubensabelle besitzt einen in zwei Teile, Rumpfabschnitt (Thorax) und Hinterleib (Abdomen) geteilten Körper. Der Thorax besteht aus 8 bis 9, das Abdomen aus 50 bis 200 Segmenten. Der Körper ist normalerweise in der festen, aber flexiblen Röhre eingeschlossen. Die halbtransparente Röhre, in der sich der Polychaet aufhält, wird von einem vom Körper abgesondertem Schleim und Schlamm aus der Umgebung gebildet und kann mit Schlick oder Schalenbruchstücken behaftet sein. Die biegsame, elastische Röhre kann 12 bis 70 cm, ausnahmsweise bis 80 cm lang sein. Der Körper hat hierbei meistens eine ähnliche Länge wie die Röhre. Die Basis der Röhre bildet meist eine u-förmige Biegung und ist mit dieser am Substrat verankert, das untere Ende kann von weichem Substrat eingehüllt sein.
Wie typisch für die Verwandtschaft, sitzen am Vorderende zwei blattförmig verbreiterte Fortsätze, die eine mit Tentakeln besetzte Krone bilden. Bei der Art sind diese nur bei Jungtieren symmetrisch, bei ausgewachsenen Würmern aber stark asymmetrisch. Wie Beobachtungen in verschiedenen Schauaquarien ergaben, kann sowohl der linke wie der rechte Ast zur viel größeren Tentakelschraube werden, während der andere kurz bleibt. Es handelt sich hier also um ein razemisches Rechts-Links-Merkmal. Diese schraubige Struktur ist ein wichtiges Artmerkmal; sie tritt zum Beispiel in Australien bei keiner anderen Art auf. Der Durchmesser der ausgebreiteten Tentakelkrone erreicht 10 bis 15 Zentimeter. Diese kann bei Störungen zusammengezogen und in die schützende Röhre eingezogen werden. Die Farbe der Tentakeln ist unterschiedlich – weißlich, gelb, oder orange, mit dunkleren, rotbraunen bis purpurroten Streifen. Die Art kann von ihrer Schwesterart Pfauenfederwurm (Sabella pavonina) an den stark asymmetrischen, schraubigen Tentakelkronen unterschieden werden; außerdem ist das erste Segment genauso lang, nicht doppelt so lang, wie die folgenden Rumpfsegmente.
Die Krone hat neben der Nahrungsaufnahme auch eine respiratorische Funktion, ist jedoch kein essentieller Teil des respiratorischen Systems, denn auch ohne sie kann weiterhin Gasaustausch in vermindertem Ausmaß stattfinden.
Sabella spallanzanii hat im Gegensatz zu vielen Anneliden und sogar Sabelliden eine sehr hohe Regenerationsfähigkeit und kann sowohl Körperbereiche des vorderen wie auch des hinteren Endes regenerieren. Außerdem können sie die Krone, wenn sie von Fischen oder andere marine Lebewesen verletzt oder ganz abgetrennt wurde, vollständig neu bilden. Zunächst beginnt der Wundverschluss mit Muskelkontraktionen, worauf hin die Ausbildung eines transparenten Blastems folgt, welches sich schließlich zu einer regenerativen Knospe formt. Bei Verletzungen am Körper kann die Regenerationszeit zwischen zwei und vier Tagen schwanken. Dabei ist die Dauer der Regeneration abhängig von der Jahreszeit. Im Sommer fällt sie kürzer aus als im Winter, da die Temperatur des Wassers dabei eine wichtige Rolle spielt.

## Nahrungsaufnahme
Jeder Tentakel hat zwei Reihen bewimperte, Pinnulae genannte, Fortsätze, die zur federartigen Form beiträgt. Die Pinnulae erzeugen einen kontinuierlichen Wasserstrom durch die Tentakelkrone, wodurch Partikel in die Krone geleitet werden, sodass diese von den Wimpern aufgefangen werden können. Die Partikel bestehen meistens aus Plankton aber beinhalten auch Bakterien, die von S. spallanzanii aufgenommen werden. Diese Partikel werden dann an der Basis der Tentakel sortiert und in die Mundöffnung geleitet.

## Verhalten
Die Würmer bewegen sich in der Röhre und erneuern so ständig das Wasser im Rohr. Auf diese Weise wird immer neues sauerstoffreiches Wasser in Kontakt mit dem Wurm gebracht. Gewährleistet wird dies durch einen kontinuierlichen Wasserstrom, der das Rohr sowohl von der vorderen Öffnung zur hinteren Öffnung als auch umgekehrt durchlaufen kann. Dies ist auch dann möglich, wenn der Wurm in seiner Röhre zurückgezogen ist. Der Wurm stoppt gelegentlich die Zirkulation des Wassers. Diese Unterbrechungen des Wasserstroms dauern jedoch maximal 15 min an. Danach leitet S. spallanzanii die erneute Zirkulation des Wassers ein.

## Fortpflanzung und Larvenentwicklung
S. spallanzanii ist getrenntgeschlechtlich und kann die Geschlechtsreife erst ab einer Körpergröße von 15 Zentimeter erreichen, wobei die Männchen meistens kürzer sind als die Weibchen. Beide Geschlechter haben keine getrennten Ovarien oder Hoden, weshalb die Reifung der Oocyten und Spermatozyten im Coelom stattfindet. Der lange Prozess der Reifung der Oocyten beginnt kurz nach dem Laichen im Februar (Mittelmeer) bzw. im August (Australien) und dauert neun Monate. Wenn die Eier vollständig ausgereift sind, erreichen sie einen Durchmesser von 250 Millimeter. Im Gegensatz dazu ist die Reifung der Spermatozyten wesentlich kürzer und beginnt erst sieben Monate später als die Oogenese. Bereits drei Monate später liegen eine Vielzahl reifer Spermatozoen vor. Nach Giangrande et al. findet die Befruchtung der Eier in der Röhre statt, jedoch ist es noch unklar, ob diese im Wurm oder zwischen Wurm und Rohr stattfindet. Die befruchteten Eier werden in einem Schleim aus der Röhre abgeworfen.
Nach den ersten 24 Stunden entwickeln sich die Embryonen bereits zu freischwimmenden Trochophora-Larven, die in den nächsten 12 Stunden aus der Eihülle schlüpfen und paarige Augenflecken entwickeln. Nach 72 Stunden beginnen sich zwei neue Segmente zu bilden, wobei eines von ihnen Borsten trägt. Dieses Stadium verlängert sich ca. zwei Wochen lang, bis es sich ansiedelt, meistens in Spalten von Gestein.
In diesen zwei Wochen werden zwei weitere borstentragende Segmente gebildet. Die Afteröffnung entsteht zehn Tage nach der Ansiedlung. Dann beginnt auch die Herstellung der Röhre.

## Nutzen
Wie bereits erwähnt, ist S. spallanzanii ein Filtrierer und ernährt sich von Plankton, aber auch Bakterien. Diese Fähigkeit, Bakterien aufzunehmen, kann zur Kontrolle des Wassers dienen. Der Wurm kann die Bakterien, die sich im Wasser befinden, aufnehmen und ermöglicht dabei die Identifizierung dieser Bakterien, sogar, wenn sich diese nur in einer sehr geringen Konzentration im Wasser befinden.
Außerdem könnte mit der wachsenden Bedrohung der marinen Lebensräume, S. spallanzanii als Bioindikator, zur Identifizierung und Kontrolle von bakteriellen Kontaminationen dienen. Zu den in dem Wurm aufgefundenen Bakterien gehören u. a. auch humanpathogene Arten. Dies zeigt, dass S. spallanzanii nicht nur als Bioindikator, sondern auch als Werkzeug zur Beseitigung solcher pathogenen Arten in verseuchten Regionen dienen könnte.